# Willy Declerck
Willy Declerck (Westende, 9 augustus 1944 - Middelkerke, 11 juni 1992) was een Belgisch volksvertegenwoordiger en senator.

## Levensloop
Willy Declerck was beroepshalve aannemer van openbare werken en bestuurder van vennootschappen.
In 1976 werd hij verkozen als gemeenteraadslid voor de partij Gemeentebelangen (een liberale lijst) in Middelkerke. In 1982 werd hij eerste schepen. In 1988 kwam zijn partij in de oppositie terecht.
Van 1987 tot 1991 zetelde hij voor de PVV in de Senaat als provinciaal senator voor West-Vlaanderen. Op 24 november 1991 werd hij verkozen tot lid van de Kamer van volksvertegenwoordigers voor het arrondissement Veurne-Diksmuide-Oostende. Hij oefende dit mandaat uit tot 11 juni 1992, de dag waarop hij wegens gezondheidsproblemen uit het leven stapte. Gedurende enkele maanden, van januari 1992 tot aan zijn overlijden, had hij als gevolg van het toen bestaande dubbelmandaat ook zitting in de Vlaamse Raad. De Vlaamse Raad was vanaf 21 oktober 1980 de opvolger van de Cultuurraad voor de Nederlandse Cultuurgemeenschap, die op 7 december 1971 werd geïnstalleerd, en was de voorloper van het huidige Vlaams Parlement.  